# Sun Yujie
Sun Yujie (în chineză: 孙玉洁 Sūn Yùjié) (n. 10 august 1992, Liaoning) este o scrimeră chinezoaică specializată pe spadă. 
La Campionatul Mondial din 2011 de la Catania a ajuns în finala, trecând în semifinală de românca Ana Maria Brânză. A pierdut cu conaționala Li Na și s-a mulțumit cu argintul. Echipa Chinei, din care face parte, a fost învinsă de România în finala și a luat medalia de argint.
A fost laureată cu bronz la individual și cu aur pe echipe la Jocurile Olimpice de vară din 2012 de la Londra. A câștigat Cupa Mondială de Scrimă în sezoanele 2010-2011 și 2011-2012.